# Stipshausen

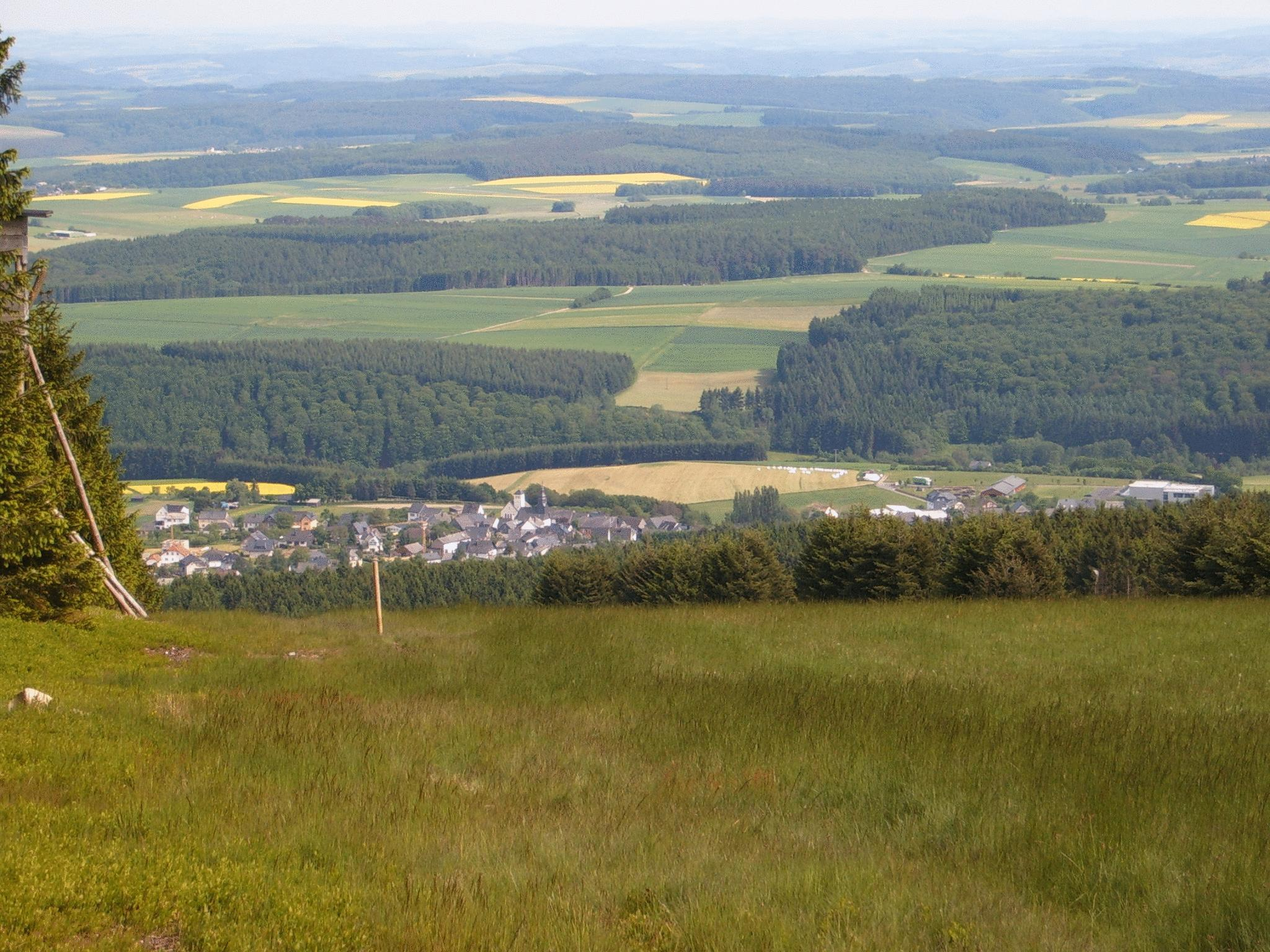
Blick vom Idarkopf auf Stipshausen

Stipshausen ist eine Ortsgemeinde im rheinland-pfälzischen Landkreis Birkenfeld. Sie gehört der Verbandsgemeinde Herrstein-Rhaunen an. Stipshausen ist ein staatlich anerkannter Erholungsort.

## Geographie
Der Ort liegt am Kehrbach südöstlich des 746 Meter hohen Idarkopfes am Idarwald im Hunsrück. 71,1 Prozent der Gemarkungsfläche sind bewaldet.
Zu Stipshausen gehört auch die „Siedlung Heck“ sowie die Wohnplätze Stipshausener Mühle, Gerwertsmühle und Lerchenmühle.
Nachbarorte von Stipshausen sind die Ortsgemeinden Weitersbach und Rhaunen im Nordosten, Hottenbach im Süden sowie das bereits zum Landkreis Bernkastel-Wittlich gehörende Hochscheid im Nordwesten.

## Geschichte
Mehrere Hügelgräber in der Gemarkung zeigen, dass es schon in früher Zeit eine Besiedlung gab. Die wichtigsten Bodenfunde stammen jedoch aus der Römerzeit. So stand am heutigen Ortsausgang (Nähe Spielplatz) eine villa rustica. Unweit davon fand man einen Jupiter-Giganten-Reiter.
Im Mittelalter bestand das Dorf aus zwei Siedlungen: Das 1334 erwähnte Stebeshusen lag links vom Kehrbach und gehörte zum Hochgericht Rhaunen. Auf der gegenüberliegenden Seite befand sich Smer(le)bach, das bereits 1325 urkundlich genannt wird und zusammen mit dem Dorf Asbach ein eigenes Ingericht bildete. Bei der Teilung der Wild- und Rheingrafschaft von 1515 fiel Smerlebach, das auch Ingericht Stipshausen genannt wurde, an die Wild- und Rheingrafen von Kyrburg und gehörte zum Amt Wildenburg. Stipshauen blieb beim Amt und Hochgericht Rhaunen. Hier waren die Wild- und Rheingrafen von Dhaun zu drei Vierteln und Kurtrier mit einem Viertel an der Landesherrschaft beteiligt. 1515 wohnten im Ortsteil Stipshausen 15 Familien.
Smerlebach war von 1619 bis 1706 an die Familie Schenk von Schmidtburg verpfändet. Später besaß es die verwitwete Rheingräfin Louise von Nassau-Saarbrücken (1686–1773) als Pfandschaft. Als 1798 die Franzosen die Verwaltung der von ihnen besetzten Gebiete neu regelten, wurden vermutlich Stipshausen und Smerlebach vereinigt. 1805 betrug die Einwohnerzahl 206, 1820 bereits 336 Personen.
Nach dem Übergang auf Preußen 1815 gehörte Stipshausen zur Bürgermeisterei Rhaunen, Landkreis Bernkastel, Regierungsbezirk Trier. Im Dorf lebten zahlreiche Tagelöhner und Handwerker, besonders aber Maurer.
Mit der rheinland-pfälzischen Gebietsreform von 1969/70 kam Stipshausen zur Verbandsgemeinde Rhaunen, Kreis Birkenfeld, und 2020 zur Verbandsgemeinde Herrstein-Rhaunen.

### Kirchliches Leben
Im Jahre 1334 stifteten Johann von Basenheim, Burgmann auf der Schmidtburg, und seine Ehefrau Getza eine Kapelle in Stipshauen. Die Antonius-Kapelle wurde zunächst von einem Pleban aus Rhaunen versorgt. 1504 trennte Erzbischof Berthold von Mainz die Kapelle von Rhaunen ab und erhob sie zur Pfarrkirche mit allen Rechten. Das Recht der Stellenbesetzung wechselte zwischen den Familien Schenk von Schmidtburg (später Kurtrier) und Metzenhausen.
Nachdem 1560 in Rhaunen die Reformation eingeführt worden war, versorgte der dortige Pfarrer Stipshausen mit. Das Verhältnis war aber nie konfliktfrei. 1714 baten die Untertanen den Kollator, Graf Cratz von Scharfenstein, von dem Hottenbacher Pfarrer betreut zu werden.
Neben dem Kampf zwischen Rhaunen und Hottenbach um die Pfarrstelle Stipshausen belastete der Konfessionsstreit das kirchliche Leben. Während der Reunionszeit erklärten die Franzosen die Antonius-Kapelle 1686 zur Simultankirche. Die Katholiken, deren Bevölkerungsanteil durch Einheiraten und Zuzüge auf 20 Prozent gestiegen war, durften die Kirche jedoch nur für Beerdigungen nutzen. Eine Entspannung trat erst ein, als sich 1778/79 die evangelische Gemeinde anstelle der baufälligen Antonius-Kapelle eine eigene Kirche baute und den Katholiken Land und Geld für eine eigene Kapelle zur Verfügung stellte. Die Maternus-Kapelle wurde 1781 fertiggestellt und 1953/54 durch einen Neubau ersetzt.
1819 ordnete die preußische Regierung in Trier die pfarramtliche Verbindung der evangelischen Kirchengemeinden Hottenbach und Stipshausen an. Die Gemeinde ist bis heute selbständig und zählt zum Kirchenkreis Trier. Die katholischen Christen, deren Anteil heute bei über 30 Prozent liegt, gehören zur Gemeinde St. Martin in Rhaunen.

### Jüdisches Leben
Die Wild- und Rheingrafen besaßen seit dem Mittelalter sog. Schutzjuden. Größere jüdische Gemeinden gab es im 18. Jahrhundert in Rhaunen, Laufersweiler und Hottenbach. 1709 wird erstmals ein jüdischer Einwohner in Stipshausen erwähnt. Die Kinder besuchten vermutlich die jüdische Schule in Rhaunen.
Um 1800 lebten in Stipshausen fünf jüdische Familien mit rund 25 Männern, Frauen und Kindern. Bei der Volkszählung von 1808 waren es nur noch 17 Personen.
In der Preußenzeit hielten sich die jüdischen Einwohner von Stipshausen nach Hottenbach, wo 1796 eine Synagoge erbaut worden war. Dort wurden auch die jüdischen Kinder eingeschult. 1843 lebten in Stipshausen 32 jüdische Einwohner. Der Anteil ging jedoch stetig zurück. Nachdem 1932 die jüdische Gemeinde in Hottenbach aufgelöst worden war, besuchten die 14 Juden in Stipshausen die Synagoge in Rhaunen. Im November 1938 verließ die letzte jüdische Familie Stipshausen.
An das jüdische Leben in Stipshausen erinnert heute noch der jüdische Friedhof oberhalb des Dorfes.

### Bevölkerungsentwicklung
Die Entwicklung der Einwohnerzahl von Stipshausen, die Werte von 1871 bis 1987 beruhen auf Volkszählungen:
| Jahr | Einwohner |
| 1815 | 336       |
| 1835 | 564       |
| 1871 | 598       |
| 1905 | 655       |
| 1939 | 735       |
| 1950 | 750       |

| Jahr | Einwohner |
| 1961 | 914       |
| 1970 | 983       |
| 1987 | 838       |
| 1997 | 922       |
| 2005 | 982       |
| 2023 | 804       |

## Politik

### Gemeinderat
Der Gemeinderat in Stipshausen besteht aus zwölf Ratsmitgliedern, die bei der Kommunalwahl am 9. Juni 2024 in einer Mehrheitswahl gewählt wurden, und dem ehrenamtlichen Ortsbürgermeister als Vorsitzendem.

### Bürgermeister
Frank Marx wurde 2009 Ortsbürgermeister von Stipshausen. Bei der Direktwahl am 26. Mai 2019 wurde er mit einem Stimmenanteil von 81,84 % in seinem Amt bestätigt. Da bei der Direktwahl am 9. Juni 2024 kein Wahlvorschlag eingereicht wurde, obliegt die Neuwahl des Bürgermeisters gemäß rheinland-pfälzischer Gemeindeordnung dem Rat. Da dieser zunächst keinen Bewerber finden konnte, erklärte sich Frank Marx bereit, vorübergehend das Amt weiter geschäftsführend auszuüben.
Sein Vorgänger Herbert Wichter (SPD) hatte das Amt von 1974 bis 2009 ausgeübt.

### Wappen
| Wappen von Stipshausen | Blasonierung: „In geteiltem Schild oben in Gold ein rotes Fabeltier mit einem Wolfskopf und weit geöffneten Schwingen, belegt mit einem schwarzen Wolfshaken. Unten in Grün ein goldenes Hirschgeweih mit Grind, darüber ein silbernes Eichenblatt.“            |
| Wappen von Stipshausen | Wappenbegründung: Das Fabeltier verweist auf die ehemalige Zugehörigkeit zur Wild- und Rheingrafschaft und entspricht dem früheren Gerichtssiegel des Hochgerichts Rhaunen. Geweih und Eichenblatt verweisen auf den großen Wald- und Wildbestand der Gemeinde. |

## Kultur und Sehenswürdigkeiten

### Bauwerke

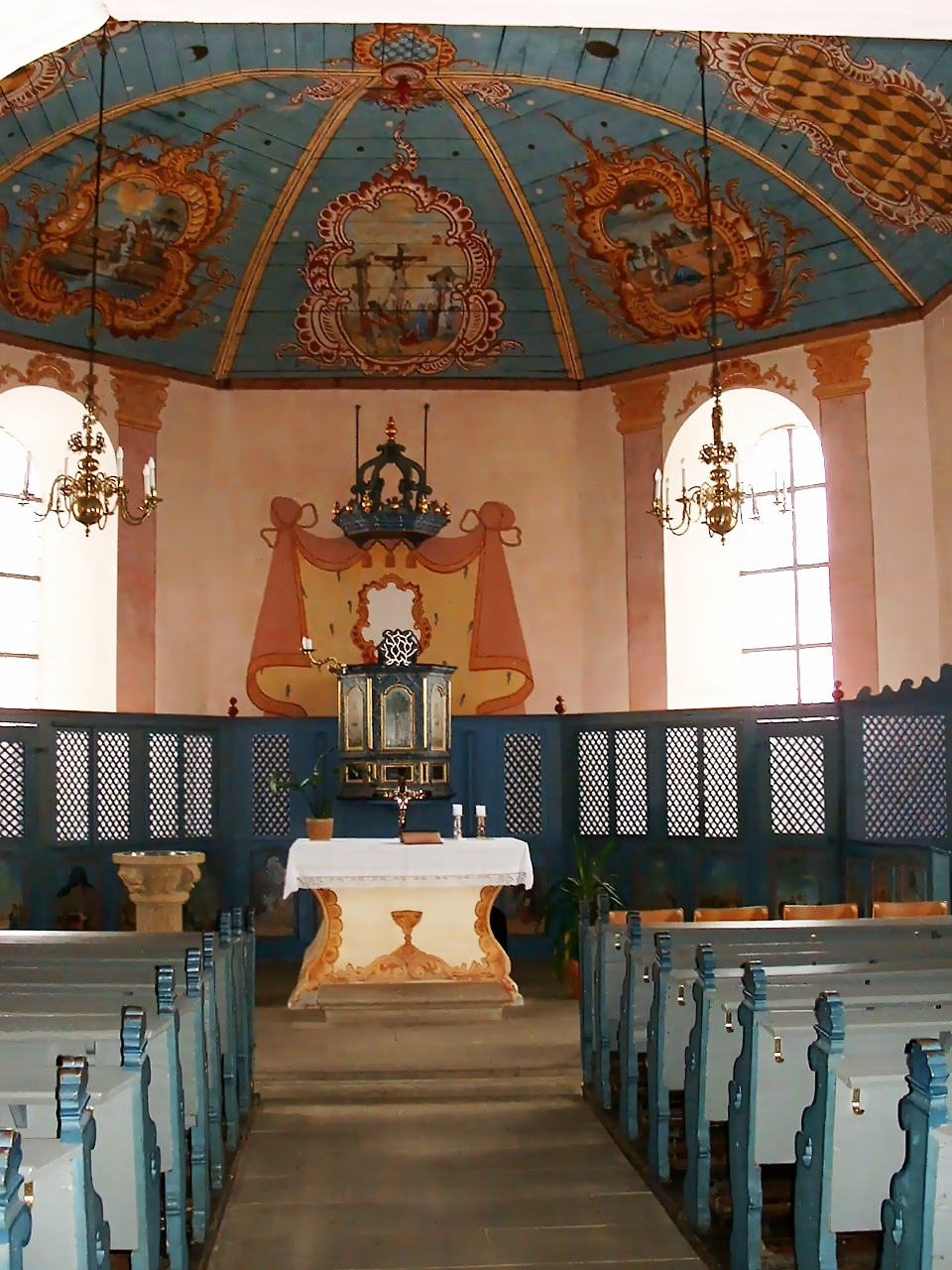
Evangelische Kirche

Wichtigste Sehenswürdigkeiten sind die 1772–1779 erbaute Evangelische Kirche, die eine für die Region typische Stummorgel enthält und die noch immer funktionstüchtige und denkmalgeschützte Wassermühle.
Siehe auch: Liste der Kulturdenkmäler in Stipshausen

### Skulpturenpark
Seit dem Jahr 2000 entsteht im Ort ein Skulpturenpark, der von namhaften Künstlern beständig erweitert wird.

## Wirtschaft und Infrastruktur
In Stipshausen gibt es einen Kindergarten, ein Altenpflegeheim, einen Dorfladen und ein Dorfgemeinschaftshaus. In Idar-Oberstein ist ein Bahnhof der Bahnstrecke Bingen–Saarbrücken. Im Norden befinden sich die Bundesstraße 50 und der Flughafen Frankfurt-Hahn. Durch den Ort führt die Landesstraße 162 (im Ort Hauptstraße), von der die Kreisstraße 24 (Schulstraße) nach Hochscheid abzweigt.

## Persönlichkeiten

### Ehrenbürger
- 22. August 2009: Herbert Wichter (1943–2020), Ortsbürgermeister von 1974 bis 2009 und Träger der Freiherr-vom-Stein-Plakette, für seine Verdienste um die Gemeinde[5][11]

### In Stipshausen geboren
- August Vochtel (1894–1977), Lokomotivführer
- Hartmut Rosenau (* 1957), Theologe